# Zeche Marie (Habichtswald)
Die Zeche Marie ist ein stillgelegtes Braunkohlebergwerk im westlich von Kassel gelegenen Habichtswald im Nordhessischen Braunkohlerevier.

## Geschichte
Die Braunkohle im Habichtswald wurde bereits seit dem 16. Jahrhundert abgebaut. Ab Mitte des 19. Jahrhunderts entstanden im Habichtswald mehrere kleinere Zechen, darunter auch die 1890 eröffnete Zeche Marie, die entsprechenden Bergrechte waren der Gewerkschaft Schombardt 1868 erteilt worden. 1909 wurde der Abbau wieder eingestellt, jedoch in der Zeit des Kohlenmangels nach dem Zweiten Weltkrieg im Jahr 1947 wieder aufgenommen. Über eine 1950 eröffnete Lorenseilbahn wurde die geförderte Kohle ins Druseltal zur Herkulesbahn befördert, mit der bis 1961 die Kohle zum Güterbahnhof Wilhelmshöhe transportiert wurde. Der Betrieb wurde 1966 eingestellt. Bis in die 1990er Jahre kam es zu Straßensperrungen aufgrund einbrechender Strecken (Bergschäden durch Tagesbruch). In der Gegenwart sind lediglich noch ein alter Stolleneingang und ein paar Senken im Habichtswald sichtbar. Ferner heißt noch eine Hauptverkehrsstraße in Kassel Kohlenstraße. Auch trägt eine Straße im Habichtswald den Namen „Zeche-Marie-Weg“.